# Nomada utahensis
Nomada utahensis är en biart som beskrevs av Moalif 1988. Nomada utahensis ingår i släktet gökbin, och familjen långtungebin. Inga underarter finns listade i Catalogue of Life.